# ジェイムズ・ミルナー
ジェイムズ・ミルナー（James Milner MBE, 1986年1月4日 - ）は、イングランド・ウェスト・ヨークシャー・リーズ出身のサッカー選手。プレミアリーグ・ブライトン・アンド・ホーヴ・アルビオンFC所属。元イングランド代表。ポジションはミッドフィールダー。
U-21イングランド代表の最多出場記録（46試合）保持者、フル代表では2012年EURO、2016年EUROの2大会に出場、また2010年南アフリカ大会、2014年ブラジル大会と2度ワールドカップに出場したが、2018年ロシア大会のメンバー入りは固辞した。
2009-10シーズンにはPFA年間ベストイレブンとPFA年間最優秀若手選手賞を受賞した。 2017-18シーズンにはUEFAチャンピオンズリーグにおける、1シーズンでのアシスト数の新記録を樹立した。愛称はミリー。2022年6月にはサッカーに対しての長年の功績とチャリティー活動の功績が評価され、MBEの称号が英国王室から与えられた。

## 生い立ち
小学校時代はクリケット選手としての才能を認められており、さらに短距離走や長距離走で地区記録を出したことがある。リーズ・ユナイテッドFCのユース時代は、トップチームのMFデビッド・バッティのような選手を目指しており、自身の本職はセンターハーフだと語っている。

## クラブ経歴

### リーズ、ニューカッスル
2002年11月にリーズ・ユナイテッドFCからデビューを果たすと、12月26日のサンダーランドAFC戦で得点し、ウェイン・ルーニーが持っていたプレミアリーグ最年少得点記録を更新した。このときミルナーは16歳357日で、2ヶ月前に達成されたルーニーの記録（16歳360日）を3日塗り替えた。サンダーランドAFC戦の2日後のチェルシーFC戦でもゴールを決めた。2004年7月7日、クラブがFLチャンピオンシップ（2部）に降格し、さらに財政難に陥っていたために、ニューカッスル・ユナイテッドFCに売却され、レギュラーとしてプレーした。

### アストン・ヴィラ
2008年8月29日に契約内容の問題でニューカッスルを退団し、アストン・ヴィラFCへ移籍した。2009年夏にセンターハーフのギャレス・バリーがマンチェスター・シティに移籍し、ウイングが本職のスチュワート・ダウニングがミドルズブラFCから加入すると、自身が望んでいたセンターハーフにコンバートされた。2009-10シーズンはリーグ戦36試合に出場して7ゴールを決め、プレミアリーグの最優秀若手選手とベストイレブンに選ばれた。またリーグ戦では12アシストを記録した。

### マンチェスター・シティ
2010-11シーズン8月14日開幕戦にアストン・ヴィラで出場しゴールを決めた後、8月18日スティーヴン・アイルランド+1800万ポンドのトレードでマンチェスター・シティFCに完全移籍し、8月23日第2節リヴァプール戦でマンチェスター・シティでのデビューを飾ると、その試合でギャレス・バリーのゴールをアシストした。
2011-12シーズン10月23日のマンチェスター・ユナイテッド戦では2ゴールを決め、6-1での勝利に貢献、マンチェスター・ユナイテッドにとっては本拠地オールド・トラッフォードで1930年以来のワースト失点での敗北となった。このシーズンはプレミアリーグ創設後チーム初優勝に貢献した。
2012-13シーズン、2012年10月20日のウェスト・ブロムウィッチ戦ではプレミアリーグで初のレッドカードを受けた。2013年1月のアーセナル戦では1975年以来となるアーセナル戦の勝利に導くゴールを決めた。

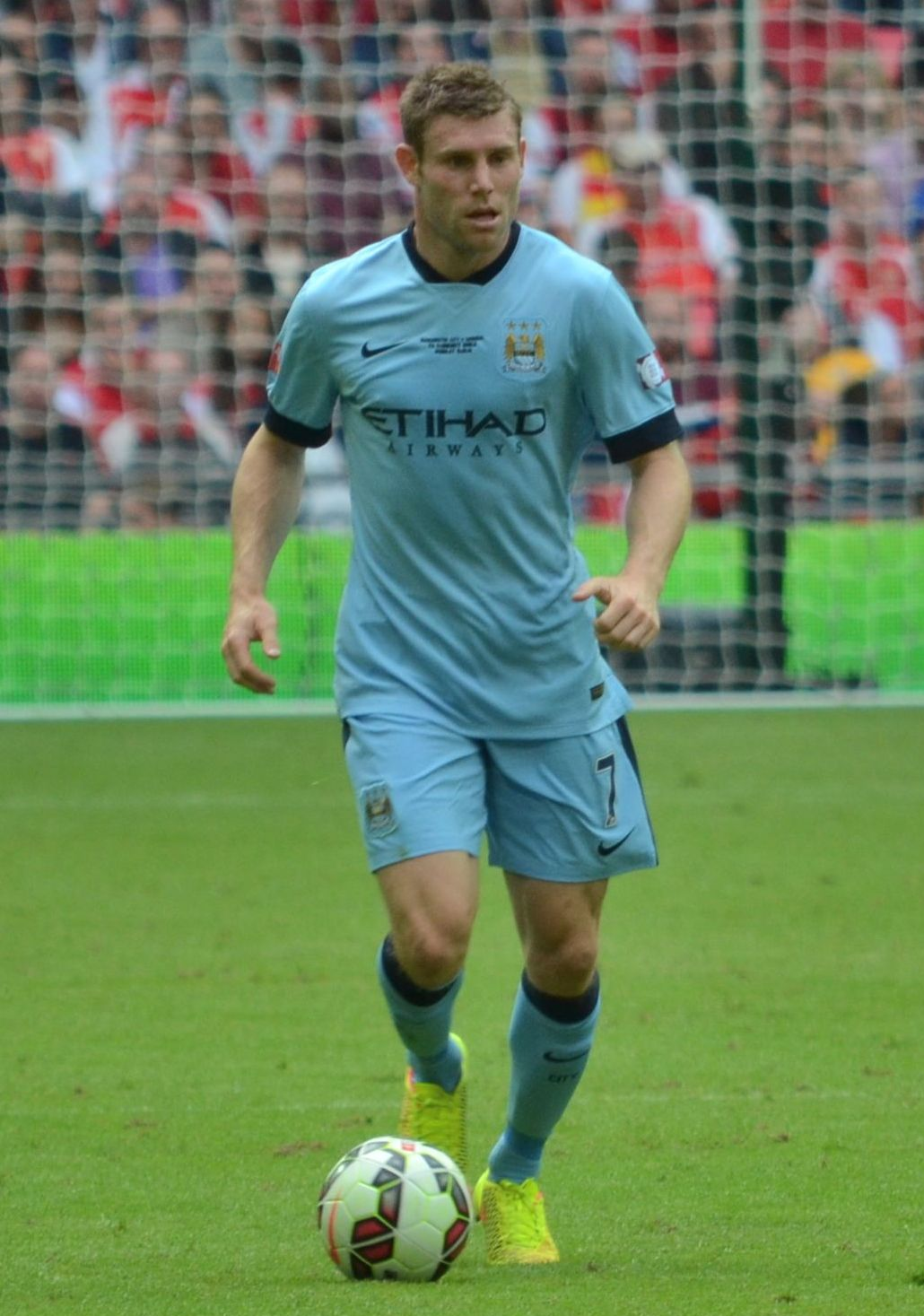
マンチェスター・シティでのミルナー（2014年）

2013-14シーズン以降は相次ぐ新選手の加入の影響から中盤戦ではスタメン出場を減らしたが、リーグ戦では31試合で7アシストを決めるなど2度目のリーグ優勝を果たし、全大会のトータルでキャリアベストタイの15アシストをマークした。2014-15シーズン、9月にはシティからの退団について言及。以降もマヌエル・ペジェグリーニ監督にユーティリティー性が高く評価され、2014年12月20日のクリスタル・パレスFC戦ではチーム事情によりセンタフォワードとして起用されチームに貢献するなどの活躍を見せ、最終的には32試合で5ゴール8アシストを決めるも、シーズン終了後に契約満了で退団した。5シーズンでトータル203試合に出場18ゴール45アシスト。

### リヴァプール

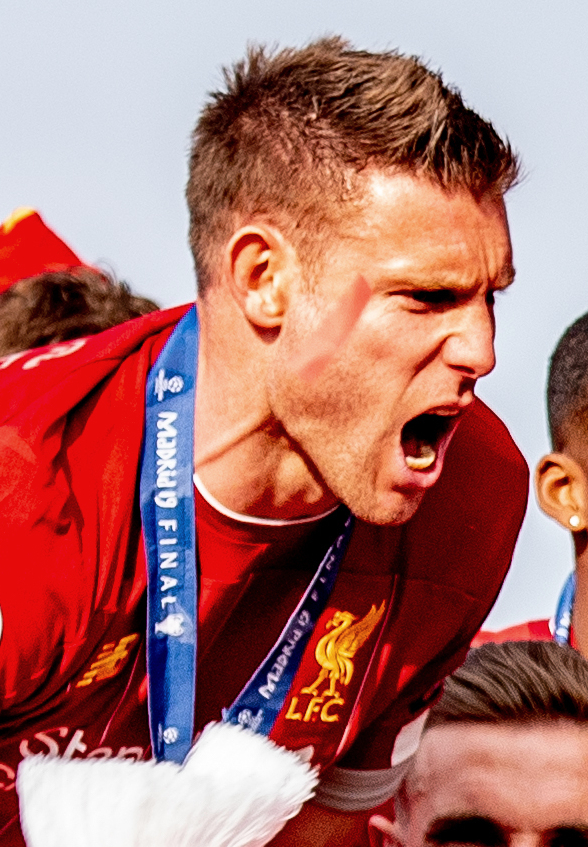
チャンピオンズリーグ優勝パレードでのミルナー（2019年)

#### 2015-16シーズン
マンチェスター・シティFCからの再契約のオファーを断り、自身が希望する中央のポジションで出場機会を得るために2015年6月4日、リヴァプールFCへの移籍が発表された。2014-15シーズン限りで5年間の契約を満了していたため、フリー移籍となった。デイリー・ミラー誌のインタビューでミルナーは「シティを去るのは難しい決断であった」そして「この移籍の決断が僕にとって良いものになると信じている。多くの試合に出場し、このクラブが進める改革を達成するのに貢献したい」と意気込みを語った。背番号はルイス・スアレス、ケニー・ダルグリッシュ、ケビン・キーガンの着けていた7番に決定した。背番号について「7番がこのクラブで特別な意味を持つことを知っている。僕もこのクラブの特別な選手の仲間入りするために最善を尽くすよ」とリバプールの入団記者会見にて抱負を語った。ロジャーズが監督を解任され、クロップが就任すると、サイドハーフとしてプレーした。
2015年9月26日アストン・ヴィラ戦で移籍後初得点となる先制点を決め、3-2での勝利に貢献。2016年4月21日、エヴァートンFCとのマージーサイド・ダービーでは2ゴールをアシスト、スカイスポーツの採点で評価9と、マンオブザマッチに選出される活躍を見せた。リーグ戦ではチーム最多で、リーグ全体で4位タイの11アシストを記録、UEFAヨーロッパリーグ準々決勝のボルシア・ドルトムント戦の2ndレグでは、フィリペ・コウチーニョのゴール、デヤン・ロヴレンの決勝点をアシストし、逆転での準決勝進出に貢献した。

#### 2016-17シーズン
リバプールエコーのインタビューで、リバプールの左サイドバックが不安定であるため、ユルゲン・クロップから左サイドバックをやる事を頼まれた事を認め、あまり好きではないが、監督から頼まれれば全力を尽くすとコメントし、2016-17シーズンからは左サイドバックを務めていた。またコーナーキックやPKも任されていた。2017年3月19日のマンチェスター・シティとの試合でリーグ通算450試合出場を達成、この試合でPKを成功させてリーグ通算50得点を記録、またミルナーがPKを決めた試合では負けないという記録を47試合まで伸ばし、これまでダリウス・ヴァッセルが持つ記録を破った。

#### 2017-18シーズン
アジアツアー中に大腿部を負傷し、リーグ戦では出遅れベンチスタートが増えたが、8月15日のチャンピオンズリーグ、プレーオフ1stレグ、ホッフェンハイム戦ではゴールを決め、勝利に貢献した。10月17日、CLグループステージ第3節のマリボル戦で先発出場を果たすと、チームの2点目となるコウチーニョのゴールをクロスでアシストするなどの活躍を見せ、英紙『デイリー・スター』の採点で9という高い評価を受けた。12月6日、CLグループステージ第6節のスパルタク・モスクワとの対戦では、前半46分にアルベルト・モレノの負傷で左サイドバックとして出場すると、正確なクロスでサディオ・マネのゴールをアシスト、更にコウチーニョ、モハメド・サラーのゴールと3ゴールをアシストして勝利に貢献、グループステージの首位通過に貢献した。1月5日、FAカップ3回戦のエヴァートン戦では、先制点となるPKを決めて勝利に貢献した。2月15日、CL決勝トーナメント、ラウンド16、FCポルト戦の1stレグでは、サラーのゴールに繋がるシュートを放つと、後半にはロベルト・フィルミーノのゴールをアシスト、2得点に絡む活躍を見せ、5-0での勝利に貢献した。CL決勝トーナメント準々決勝、古巣マンチェスター・シティ戦の1stレグではチェンバレンのゴールをアシストするなど勝利に貢献、2ndレグではキャプテンとしてプレーしチームを牽引、Sky Sports選出のMVPに選ばれるなど、10年ぶりとなるチームの準決勝進出に貢献した。CL準決勝のASローマ戦、1stレグではコーナーキックからフィルミーノのゴールをアシストしたことで大会通算9アシスト目となり、1シーズンにおけるチャンピオンズリーグのアシスト数で史上最多記録を樹立した。決勝のレアル・マドリード戦では後半途中に負傷、途中交代を強いられた。

#### 2018-19シーズン
リーグ戦第4節のレスター・シティFC戦でコーナーキックからフィルミーノの決勝ゴールをアシスト、このアシストでプレミアリーグでの通算アシスト数を80とし、プレミアリーグ歴代通算アシスト数でデビッド・ベッカムに並ぶ7位タイとなった。第11節アーセナル戦で、リーグ戦におけるPK以外でのゴールは2016年以来となる、ボレーシュートによる先制ゴールを決めたが試合は1-1で引き分けに終わる。
2018年12月5日に行われたバーンリーFC戦で後半1-0とリードを許す中同点ゴールを決め、その試合に勝利、プレミアリーグでミルナーが得点を挙げた50戦無敗(39勝11引き分け)となった。12月8日に行われたボーンマス戦で先発出場、史上2番目の若さでプレミアリーグ500試合出場を果たした。チャンピオンズリーグ決勝トーナメント進出がかかった、グループステージ最終節のSSCナポリ戦ではサラーの決勝ゴールをアシスト、決勝トーナメント進出に貢献。2019年2月4日のウェストハム戦でマネの先制点をアシストし、通算アシスト数を81としベッカムを上回りプレミアリーグ通算アシスト数で歴代単独7位となった。チャンピオンズリーグ決勝トーナメント・ラウンド16、バイエルン・ミュンヘン戦2ndレグではファン・ダイクの決勝ゴールをアシストし、ベスト8進出に貢献した。準決勝のFCバルセロナ戦では1stレグ、2ndレグとも先発したが、決勝のトッテナム戦ではジョルジニオ・ワイナルドゥムに代わり後半62分から出場、ディフェンス面で貢献しただけでなく、ゴールを脅かすシュートを放つなどリヴァプールの14年ぶりのチャンピオンズリーグ優勝に貢献した。またシーズン中のスウォンジー戦でキャリア初の右サイドバックを務めた。シーズン終盤にはパリ・サンジェルマンからの関心が伝えられた。

#### 2019-20シーズン
2019年12月13日、リヴァプールとの契約を2022年まで延長した。FIFAクラブワールドカップ2019準決勝のCFモンテレイ戦に右サイドバックとして先発出場し、リヴァプールでの200試合出場を達成した。3月7日、AFCボーンマス戦でライアン・フレイザーのループシュートをゴールラインぎりぎりでクリアし2-1での勝利に貢献、このプレーが称賛を集め、クラブ公式サイトで340万回再生を超えた。怪我で離脱することもあったが、ピッチ内外で重要な存在として30年振りとなるリーグ優勝に貢献した。

#### 2020-21シーズン
2020年11月22日、レスター・シティ戦に先発出場し、CKから相手のオウンゴールを誘発、更にCKでフィルミーノのゴールをアシストして勝利、クラブ新記録となるホームゲーム64戦無敗記録に貢献した。2021年4月24日、ニューカッスル戦で途中出場し、159回目のリーグ戦途中出場を記録したこととなり、ピーター・クラウチの158回途中出場記録を破り、リーグ最多途中出場記録を樹立した。リーグ最終節のクリスタル・パレス戦に途中出場、リヴァプールでの通算250試合出場を達成した。

#### 2021-22シーズン
2022年2月UEFAチャンピオンズリーグ決勝トーナメント、インテルとの第1戦で通算800試合出場を果たした。リーグカップ準々決勝のレスター戦、1点を追いかける中、後半アディショナルタイムにクロスで南野拓実の同点弾をアシストして勝利に貢献、決勝のチェルシー戦では途中出場、PK戦では1人目のキッカーとしてPKを成功させて優勝した。またFAカップ決勝のチェルシー戦でも後半から出場、正確なクロスでロバートソンの決定機を演出、また味方ゴール前での危険な場面を頭で防ぐと、PK戦ではリヴァプール1人目のキッカーを務め、PKを成功させるなど優勝に貢献した。クロップ監督の希望でチームから1シーズンの契約延長オファーを受けるも、回答を保留し、シーズンオフには複数のプレミアリーグのクラブやMLSからのオファーを受けたが、6月にリヴァプールと1シーズンの契約延長に同意したと複数のメディアが報じるなど、残留することとなった。

#### 2022-23シーズン
2022年10月5日、UEFAチャンピオンズリーグのグループステージ、レンジャーズFCとの対戦で途中出場し、リヴァプールでの300試合出場(リヴァプールに在籍した選手としては61人目)を逹成した。11月12日のサウサンプトンFC戦に途中出場し、プレミアリーグでは4人目となる、プレミアリーグ通算600試合出場を果たした。4月4日のチェルシー戦に途中出場、フランク・ランパードを抜いてプレミアリーグ史上歴代3位となるリーグ戦通算610試合出場を果たした。
2023年5月17日、ロベルト・フィルミーノ、アレックス・オックスレイド＝チェンバレン、ナビ・ケイタと共に契約満了でリヴァプールを退団することが発表された。リーグ最終節のサウサンプトン戦でキャプテンとして先発出場、リヴァプールでの最後の試合出場を果たした。

### ブライトン
2023-24シーズン開幕を前に、1年間の延長オプション有の1年契約でブライトンへ加入することが決定した。リーグ開幕戦のルートンタウン戦では右サイドバックとして先発して公式戦デビュー、チームは4-1で勝利した。21節のウルヴァーハンプトンに先発出場したことで、プレミアリーグでの通算出場試合数を633とし、ライアン・ギグスを抜いて歴代単独2位となった。
2024-25シーズンの開幕戦となったエヴァートンとの試合に先発起用されたことで、プレミアリーグの試合に23シーズン連続で出場を果たしたこととなり、ライアン・ギグスを抜いてプレミアリーグ史上最多記録を更新した。
2025-26シーズンは背番号をそれまでの「6」から「20」に変更。これはシーズン前に自動車事故で亡くなったリヴァプールでの元同僚ディオゴ・ジョッタの生前の背番号であり、彼に敬意を示すものだった。

## 代表経歴

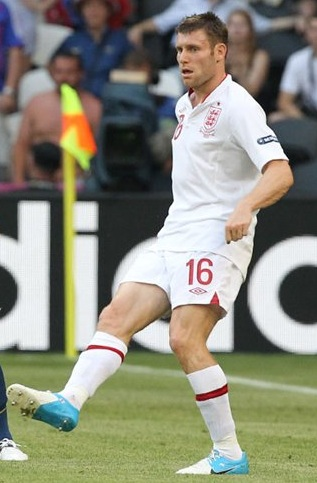
イングランド代表でのミルナー（2012年）

2009年8月8日、イングランド代表のファビオ・カペッロ監督に初招集されて同年8月12日のオランダ戦でデビューすると、いきなりFWジャーメイン・デフォーの得点をアシストする活躍を見せた。11月のブラジル戦でも安定したプレーを見せ、監督の信頼を得た。
2010年6月1日、2010 FIFAワールドカップに出場する23人に選ばれた。グループリーグ初戦のアメリカ戦は精彩を欠き、31分に途中交代させられたが、GL突破がかかった3戦目のスロベニア戦ではデフォーの決勝点をアシストする働きを見せた。
2012年6月、EURO 2012出場、4試合でプレーした。
2012年9月7日の2014 FIFAワールドカップ・ヨーロッパ予選のモルドバ戦で代表初得点を挙げた。
2014年、FIFAワールドカップブラジル大会出場。グループリーグ最終戦のコスタリカ戦で先発出場した。
2016年、EUROフランス大会出場した後、同年8月5日にクラブでのプレーに専念するため、代表引退を発表、イングランド代表の新監督に就任したサム・アラダイスは「今週の始めから彼とコミュニケーションを取ってきた。彼は次のステップに進む決断をした。私はその決断を全面的に尊重する」とコメントした。イングランド代表ではベンチ入り86試合、出場61試合1得点。
その後アラダイスに代わり新たに就任したガレス・サウスゲート監督より数回の代表復帰の打診を受けたが、リヴァプールでのプレーに集中する為、これを固辞。
2018年FIFAワールドカップロシア大会のメンバー入りを要請されるも、これを固辞した。

## プレースタイル
運動量が豊富で、様々なポジションを高いレベルでこなせるユーティリティープレーヤーであり、PKの名手、プレースキックやクロスの精度が高く、アシスト数も多い（キャリアでは120以上のアシストを記録している）。ポール・ガスコインを憧れの選手に挙げている。ダニエウ・アウヴェスはこれまで最も対戦して嫌だった選手はミルナーだとし、「前からも後ろからもついてくる。そして何度も攻撃も守備もしてくるからとても難しい相手なんだ」と話した。
ルイス・ファン・ハールは黒子に徹する事が出来る模範的な選手として、ミルナーの名前を挙げた。

## 人物
- 自身の基金を持ち、チャリティー活動にも熱心に取り組んでいる[87]。
- ユルゲン・クロップはミルナーについて、「このような偉大なプロフェッショナルとともにいられるのは幸運なことで、ミリー（ミルナー）は今まで指導してきた中で100％トップ5の選手だ。完璧なプロフェッショナルだ」と評価している[88]。またトップコンディションを維持するためにアルコールは一切口にしない[82]
- リヴァプールで共にプレーしていたジョーダン・ヘンダーソンはミルナーについて「加入後はいろいろと助けてもらった。自らを最大限に生かしたキャリアを積んできた一流選手ながら、実力に見合った正しい評価を受けていない。一緒にプレーした中で1番プロ意識が高い。リヴァプールの成功には欠かせない存在であり、人の目につかない所でも多くの貢献をしている。」と称賛した[89]。
- リヴァプールのチームメート、アンドリュー・ロバートソンは、「苦しんでいた時期にかけてくれた言葉が、自らの力になった」と語り、「彼は僕にとても良くしてくれたよ。プロとしてのお手本で、誰もが彼の本に挟んである栞から学ぶことができる。彼は僕を助けてくれたんだ」と語った[90]。
- ブレンダン・ロジャーズ前リヴァプール監督によれば、マンチェスター・シティからリヴァプールへの移籍の理由の一つとして、当時プレミアリーグを制覇したマンチェスター・シティよりもリヴァプールの方がチャンピオンズリーグで優勝出来る可能性が高いとミルナーが判断していたとしている[91]。
- リヴァプールのチームメイトであるフィルジル・ファン・ダイクからは老人と呼ばれ、大昔のモノクロ時代のゲームがテレビで放送されていると、『君の背番号は何番？』などとからかわれている[92][93]。
- 2019-20シーズンが新型コロナウイルスの影響で中断されると、インスタグラムに紅茶の仕分けや、芝狩りをする動画を投稿して話題を集めた[94]。

## 個人成績
2024年6月30日現在
| クラブ                       | シーズン       | リーグ         | リーグ戦 | リーグ戦 | カップ戦 | カップ戦 | リーグ杯 | リーグ杯 | 国際大会 | 国際大会 | その他 | その他 | 合計 | 合計 |
| クラブ                       | シーズン       | リーグ         | 出場     | 得点     | 出場     | 得点     | 出場     | 得点     | 出場     | 得点     | 出場   | 得点   | 出場 | 得点 |
| ---------------------------- | -------------- | -------------- | -------- | -------- | -------- | -------- | -------- | -------- | -------- | -------- | ------ | ------ | ---- | ---- |
| リーズ・ユナイテッド         | 2002-03        | プレミアリーグ | 18       | 2        | 4        | 0        | 0        | 0        | 0        | 0        | 0      | 0      | 22   | 2    |
| リーズ・ユナイテッド         | 2003-04        | プレミアリーグ | 30       | 3        | 1        | 0        | 1        | 0        | -        | -        | 0      | 0      | 32   | 3    |
| リーズ・ユナイテッド         | 通算           | 通算           | 48       | 5        | 5        | 0        | 1        | 0        | 0        | 0        | 0      | 0      | 54   | 5    |
| スウィンドン・タウン         | 2003-04        | リーグ1        | 6        | 2        | -        | -        | -        | -        | -        | -        | 0      | 0      | 6    | 2    |
| スウィンドン・タウン         | 通算           | 通算           | 6        | 2        | -        | -        | -        | -        | -        | -        | 0      | 0      | 6    | 2    |
| ニューカッスル・ユナイテッド | 2004-05        | プレミアリーグ | 25       | 1        | 4        | 0        | 1        | 0        | 11       | 0        | 0      | 0      | 41   | 1    |
| ニューカッスル・ユナイテッド | 2005-06        | プレミアリーグ | 3        | 0        | -        | -        | -        | -        | 4        | 2        | 0      | 0      | 7    | 2    |
| ニューカッスル・ユナイテッド | 2006-07        | プレミアリーグ | 35       | 3        | 2        | 1        | 3        | 0        | 13       | 0        | 0      | 0      | 53   | 4    |
| ニューカッスル・ユナイテッド | 2007-08        | プレミアリーグ | 29       | 2        | 2        | 1        | 1        | 0        | -        | -        | 0      | 0      | 32   | 3    |
| ニューカッスル・ユナイテッド | 2008-09        | プレミアリーグ | 2        | 0        | -        | -        | 1        | 1        | -        | -        | 0      | 0      | 3    | 1    |
| ニューカッスル・ユナイテッド | 通算           | 通算           | 94       | 6        | 8        | 2        | 6        | 1        | 28       | 2        | 0      | 0      | 136  | 11   |
| アストン・ヴィラ             | 2005-06        | プレミアリーグ | 27       | 1        | 3        | 0        | 3        | 2        | -        | -        | 0      | 0      | 33   | 3    |
| アストン・ヴィラ             | 2008-09        | プレミアリーグ | 36       | 3        | 3        | 3        | -        | -        | 4        | 0        | 0      | 0      | 43   | 6    |
| アストン・ヴィラ             | 2009-10        | プレミアリーグ | 36       | 7        | 5        | 0        | 6        | 4        | 2        | 1        | 0      | 0      | 49   | 12   |
| アストン・ヴィラ             | 2010-11        | プレミアリーグ | 1        | 1        | -        | -        | -        | -        | -        | -        | 0      | 0      | 1    | 1    |
| アストン・ヴィラ             | 通算           | 通算           | 100      | 12       | 11       | 3        | 9        | 6        | 6        | 1        | 0      | 0      | 126  | 22   |
| マンチェスター・シティ       | 2010-11        | プレミアリーグ | 32       | 0        | 3        | 1        | 1        | 0        | 5        | 0        | 0      | 0      | 41   | 1    |
| マンチェスター・シティ       | 2011-12        | プレミアリーグ | 26       | 3        | 1        | 0        | 3        | 0        | 6        | 0        | 1      | 0      | 37   | 3    |
| マンチェスター・シティ       | 2012-13        | プレミアリーグ | 26       | 4        | 6        | 0        | 1        | 0        | 2        | 0        | 1      | 0      | 36   | 4    |
| マンチェスター・シティ       | 2013-14        | プレミアリーグ | 31       | 1        | 4        | 0        | 3        | 0        | 6        | 1        | 0      | 0      | 44   | 2    |
| マンチェスター・シティ       | 2014-15        | プレミアリーグ | 32       | 5        | 2        | 2        | 2        | 0        | 8        | 1        | 1      | 0      | 45   | 8    |
| マンチェスター・シティ       | 通算           | 通算           | 147      | 13       | 16       | 3        | 10       | 0        | 27       | 2        | 3      | 0      | 203  | 18   |
| リヴァプール                 | 2015-16        | プレミアリーグ | 28       | 5        | 1        | 0        | 4        | 0        | 12       | 2        | 0      | 0      | 45   | 7    |
| リヴァプール                 | 2016-17        | プレミアリーグ | 36       | 7        | 0        | 0        | 4        | 0        | -        | -        | 0      | 0      | 40   | 7    |
| リヴァプール                 | 2017-18        | プレミアリーグ | 32       | 0        | 2        | 1        | 0        | 0        | 13       | 0        | 0      | 0      | 47   | 1    |
| リヴァプール                 | 2018-19        | プレミアリーグ | 31       | 5        | 1        | 0        | 1        | 0        | 12       | 2        | 0      | 0      | 45   | 7    |
| リヴァプール                 | 2019-20        | プレミアリーグ | 22       | 2        | 2        | 0        | 2        | 2        | 8        | 0        | 3      | 0      | 37   | 4    |
| リヴァプール                 | 2020-21        | プレミアリーグ | 26       | 0        | 2        | 0        | 1        | 0        | 6        | 0        | 1      | 0      | 36   | 0    |
| リヴァプール                 | 2021-22        | プレミアリーグ | 24       | 0        | 3        | 0        | 4        | 0        | 8        | 0        | 0      | 0      | 39   | 0    |
| リヴァプール                 | 2022-23        | プレミアリーグ | 31       | 0        | 2        | 0        | 1        | 0        | 8        | 0        | 1      | 0      | 43   | 0    |
| リヴァプール                 | 通算           | 通算           | 230      | 19       | 13       | 1        | 17       | 2        | 67       | 4        | 5      | 0      | 332  | 26   |
| ブライトン                   |                |                |          |          |          |          |          |          |          |          |        |        |      |      |
| 2023-24                      | プレミアリーグ | 15             | 0        | 0        | 0        | 0        | 0        | 5        | 0        | 0        | 0      | 20     | 0    |      |
| 通算                         | 通算           | 15             | 0        | 0        | 0        | 0        | 0        | 5        | 0        | 0        | 0      | 20     | 0    |      |
| 総通算                       | 総通算         | 総通算         | 640      | 57       | 53       | 9        | 43       | 9        | 133      | 9        | 8      | 0      | 877  | 84   |

## 代表歴

### 出場大会
- イングランド代表
  - 2010 FIFAワールドカップ
  - 2014 FIFAワールドカップ

### 試合数
- 国際Aマッチ 61試合 1得点（2009年-2016年）[95]

| イングランド代表 | 国際Aマッチ | 国際Aマッチ |
| 年               | 出場        | 得点        |
| ---------------- | ----------- | ----------- |
| 2009             | 6           | 0           |
| 2010             | 9           | 0           |
| 2011             | 8           | 0           |
| 2012             | 11          | 1           |
| 2013             | 10          | 0           |
| 2014             | 9           | 0           |
| 2015             | 4           | 0           |
| 2016             | 4           | 0           |
| 通算             | 61          | 1           |

## タイトル

### クラブ
マンチェスター・シティFC
- プレミアリーグ : 2回 (2011-12, 2013-14)
- FAカップ : 2010-11
- フットボールリーグカップ : 2013-14
- FAコミュニティ・シールド : 2012

リヴァプールFC
- UEFAチャンピオンズリーグ : 2018-19
- UEFAスーパーカップ : 2019
- FIFAクラブワールドカップ : 2019
- プレミアリーグ :  2019-20
- EFLカップ :  2021-22
- FAカップ : 2021-22

### 個人
- PFA年間最優秀若手選手賞 : 2009-10
- PFA年間ベストイレブン : 2009-10
- 大英帝国勲章・MBE : 2022